# Вја Цапеле (Авелино)
Вја Цапеле је насеље у Италији у округу Авелино, региону Кампанија.
Према процени из 2011. у насељу је живело 86 становника. Насеље се налази на надморској висини од 361 м.